# Puss/Oh, the Guilt
Puss/Oh, the Guilt — совместный сингл американских рок-групп Nirvana и The Jesus Lizard, изданный в феврале 1993 года и включавший в себя 2 композиции: «Puss» The Jesus Lizard и «Oh, The Guilt» Nirvana. На обложке пластинки была размещена картина Малькольма Бакнелла под названием «Старый индеец и белый пудель» . Сингл занял 5-е место в UK Singles Chart.
Запись «Oh, The Guilt» состоялась 7 апреля 1992 года в Сиэтле и впоследствии включена в бокс-сет Nirvana «With The Lights Out». Также на этой сессии были записаны композиции «Curmudgeon» (вошедшая в некоторые версии сингла «Lithium») и «Return of the Rat».
Песня The Jesus Lizard «Puss» впервые появилась на альбоме 1992 г. «Liar». Сингл был записан Стивом Альбини, который позднее работал над третьим и последним студийным альбомом Nirvana «In Utero».

## Рейтинг
В 1993 году сингл занял 12-е место в UK Singles Chart.